# Apple A14
Az Apple A14 Bionic egy 64 bites ARMv8.5-A utasításkészletű egylapkás rendszer (SoC), amelyet az Apple Inc. tervezett a birtokában lévő architekturális licenc alapján. Az Apple rendelkezik az ARMv8-A utasításkészletet lefedő architekturális licenccel, így saját, egyedi ARM CPU mikroarchitektúrát tervezhet anélkül, hogy a szabványos Cortex-A50 és A70 sorozatú CPU IP-kre támaszkodna. A negyedik generációs iPad Airben, a tizedik generációs iPadben, valamint az iPhone 12 Mini, iPhone 12, iPhone 12 Pro és iPhone 12 Pro Max készülékekben jelent meg. Az Apple állítása szerint a csip processzora (CPU) akár 40%-kal gyorsabb lehet, mint az A12-é, míg grafikai processzora (GPU) akár 30%-kal gyorsabb működésre képes, mint az A12-é. Tartalmaz egy 16 magos neurális egységet és új mátrixművelet-gyorsítókat a gépi tanulás céljaira, amelyek kétszer, illetve tízszer gyorsabban működnek az elődjébe épített megegyező eszközöknél.

## Tervezés
Az Apple A14 Bionic csip egy Apple-tervezésű 64 bites, hatmagos CPU-val rendelkezik, amely az ARMv8 utasításkészletet valósítja meg, két nagy teljesítményű Firestorm maggal és négy energiatakarékos Icestorm maggal.
Az A14  egy Apple tervezésű négymagos GPU-t tartalmaz, amelynek grafikai teljesítménye 30%-kal gyorsabb, mint az A12-é. Az A14 dedikált neurális hálózati hardvert tartalmaz, amelyet az Apple saját névhasználatában „új, 16 magos Neural Engine-nek” nevez. A Neural Engine másodpercenként 11 billió művelet végrehajtására képes. A különálló Neural Engine-en kívül az A14 CPU második generációs skaláris mátrixszorzás-gyorsítókat is tartalmaz, a gépi tanulás céljaira, ennek Apple-beli elnevezése: „AMX blokk”. Az A14 egy új képfeldolgozó processzort is tartalmaz, ezt a fényképező-képalkotó rendszer használja a képi műveletek elvégzésére.
A14-et a TSMC gyártja, első generációs 5 nanométeres gyártási eljárásával, az N5 jelű folyamattal. Az A14 az első kereskedelmi forgalomban kapható termék, amelyet 5 nm-es folyamattal gyártanak. A tranzisztorok száma 11,8 milliárdra nőtt, ami 38,8 %-os növekedés az A13 8,5 milliárdos tranzisztorszámához képest. A Semianalysis elemző szerint az A14-es processzor lapkamérete 88 mm2, tranzisztorsűrűsége pedig 134 millió tranzisztor mm2-enként.
Tok a tokon (PoP) kiszerelésben készül, 4 GiB LPDDR4X memóriával az iPhone 12-ben és 6 GiB LPDDR4X memóriávan az iPhone 12 Pro-ban. A memória nem cserélhető, az a tokon belül, gyárilag beépítve található. 
Az A14 támogatja a HEVC és a H.264 videokodek kódolását, a dekódolásban pedig a HEVC, H.264, MPEG-4 Part 2, és Motion JPEG kodekeket.
Az A14 szolgált alapul később a különböző Macintosh és iPad modellekben alkalmazott M1 sorozatú csipek tervezésében.

## Apple A14 Bionic csipet tartalmazó eszközök
- iPad (10. generáció)
- iPad Air (4. generáció)
- iPhone 12 és 12 Mini
- iPhone 12 Pro és 12 Pro Max

## Változatok
Az alábbi táblázat a „Firestorm” és „Icestorm” mikroarchitektúrákon alapuló SoC-k változatait mutatja.
| Változat | CPU magok (P+E) | GPU magok | GPU EU | Grafika ALU | Memória (GiB) | Tranzisztorok száma |
| -------- | --------------- | --------- | ------ | ----------- | ------------- | ------------------- |
| A14      | 6 (2+4)         | 4         | 64     | 512         | 4–6           | 11,8 milliárd       |
| M1       | 8 (4+4)         | 7         | 112    | 896         | 8–16          | 16 milliárd         |
| M1       | 8 (4+4)         | 8         | 128    | 1024        | 8–16          | 16 milliárd         |
| M1 Pro   | 8 (6+2)         | 14        | 224    | 1792        | 16–32         | 34 milliárd         |
| M1 Pro   | 10 (8+2)        | 14        | 224    | 1792        | 16–32         | 34 milliárd         |
| M1 Pro   | 10 (8+2)        | 16        | 256    | 2048        | 16–32         | 34 milliárd         |
| M1 Max   | 10 (8+2)        | 24        | 384    | 3072        | 32–64         | 57 milliárd         |
| M1 Max   | 10 (8+2)        | 32        | 512    | 4096        | 32–64         | 57 milliárd         |
| M1 Ultra | 20 (16+4)       | 48        | 768    | 6144        | 64–128        | 114 milliárd        |
| M1 Ultra | 20 (16+4)       | 64        | 1024   | 8192        | 64–128        | 114 milliárd        |

1. ↑  Execution unit, végrehajtóegység

## Fordítás
Ez a szócikk részben vagy egészben  az   Apple A14 című angol Wikipédia-szócikk ezen változatának fordításán alapul.  Az eredeti cikk szerkesztőit annak laptörténete sorolja fel. Ez a jelzés csupán a megfogalmazás eredetét és a szerzői jogokat jelzi, nem szolgál a cikkben szereplő információk forrásmegjelöléseként.